# 谷津船橋インターチェンジ
谷津船橋インターチェンジ（やつふなばしインターチェンジ）は、千葉県習志野市谷津にある、東関東自動車道のインターチェンジ（地域活性化インターチェンジ）である。東京方面のみへのハーフインターチェンジである。名称には「船橋」が付くが所在地は船橋市ではなく習志野市谷津である。なお、建設当初の仮称は「湾岸船橋（わんがんふなばし）インターチェンジ」であった。

## 歴史
当インターチェンジの西にある若松交差点は、かつては変則的な形状により千葉県内有数の渋滞箇所となっており、国道357号の2006年の渋滞損失時間は千葉県内ワースト3位だった。この渋滞解消に向けて、千葉県道8号船橋我孫子線の拡幅・若松交差点の形状変更・谷津船橋インターチェンジ整備が千葉県と東日本高速道路により一体的に進められた。
- 2006年（平成18年）9月21日：東関東自動車道への連結が許可。地域活性化インターチェンジとして整備されることが決定。
- 2013年（平成25年）9月20日15時：供用開始[2][3]。

## 周辺
- 谷津干潟
- ビバモール新習志野店
- イオンモール幕張新都心
- ららぽーとTOKYO-BAY
- LaLa arena TOKYO-BAY

## 接続道路
- 直接接続
  - E51東関東自動車道 (2-1番)
  - 国道357号
  - 国道357号と千葉県道15号千葉船橋海浜線を結ぶ市道 - 出口の場合は東関東自動車道を潜るトンネルで市道に出ることが可。入口の場合はトンネルは無く国道357号西行きとの平面交差を通過する必要がある。
- 間接接続
  - 千葉県道15号千葉船橋海浜線

## 料金所
- 入口 - 1ヶ所、2レーン
- 出口 - 1ヶ所、2レーン

## 隣
E51 東関東自動車道
(2) 湾岸市川IC - (2-1) 谷津船橋IC - (3) 湾岸習志野IC